# Travnik

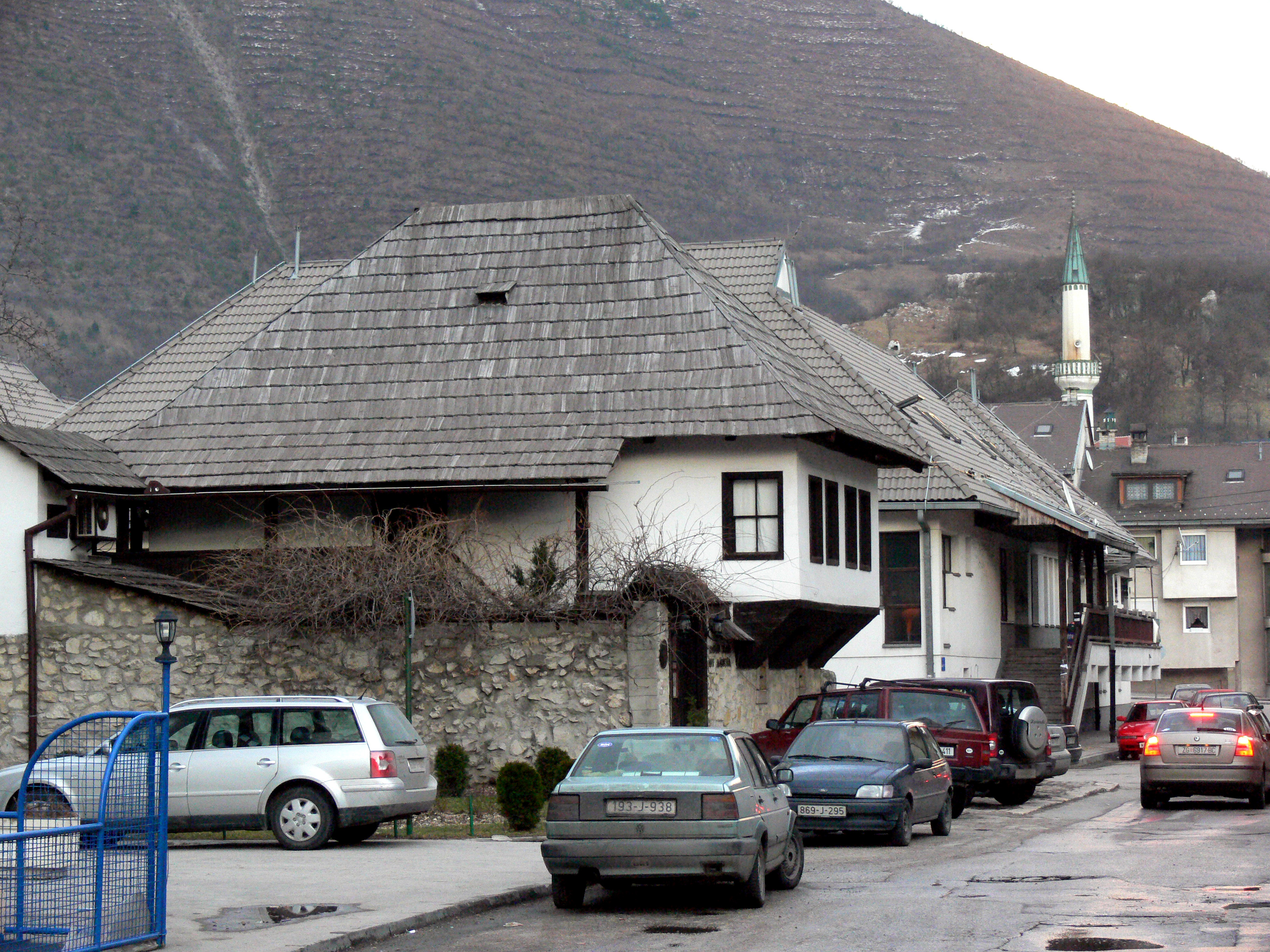
Casa natale di Ivo Andrić.

Travnik (in latino Herbosa, ae, f.; in cirillico serbo Травник; letteralmente prato) è un comune della Federazione di Bosnia ed Erzegovina situato nel Cantone della Bosnia Centrale con 57 543 abitanti al censimento 2013.
Situata circa 80 chilometri a nord-ovest di Saraievo, Travnik è famosa per aver dato i natali al Premio Nobel per la letteratura Ivo Andrić.

## Geografia fisica
Incastonata nella stretta valle del fiume Lašva, con i monti Vlasic (a nord) e Vilenica (a sud) a farle da cornice, Travnik gode di una naturale posizione strategica eccezionale, dettaglio che non passerà mai inosservato agli occhi degli attenti osservatori politici.

## Storia

### Medio Evo
Nel Medioevo Travnik era una delle più importanti città dello stato bosniaco.

### Occupazione ottomana
Durante il periodo di occupazione ottomana dei Balcani, Travnik divenne la residenza del Visir, il governatore del Sultano. di quell'epoca conserva ancora, anche dopo i furiosi scontri dell'ultima guerra civile jugoslava, notevoli testimonianze: diverse moschee, scuole coraniche ed altri edifici dell'epoca ottomana.
Agli inizi del 1800 anche Francia ed Austria inviarono a Travnik i loro rappresentanti; in questo periodo la città divenne il più importante centro diplomatico della Bosnia e conobbe una rapida crescita, tanto da divenire presto un punto di riferimento anche per gli scambi commerciali.

### Occupazione austro-ungarica
Durante il periodo di occupazione austro-ungarica, Travnik conobbe una rapida crescita industriale. Le sue industrie si specializzano nella tessitura e nella produzione e lavorazione del legno, tanto che ancora oggi rimane il più importante centro della Bosnia per entrambe le produzioni.

### Dichiarazione d'indipendenza e guerra civile
A seguito della dichiarazione di indipendenza della Bosnia ed Erzegovina, la resistenza nazionalista serba crebbe e si propagò in tutto il paese, sfociando nella guerra civile del 1992. Di questo terribile conflitto, il più violento e sanguinoso dalla Seconda guerra mondiale, la città porta ancora oggi i segni.
Con gli accordi di Dayton del 1995 Travnik venne integrata nella Repubblica Federale della Bosnia Erzegovina; nel 1998 ottenne lo status ufficiale di UNHCR Open City, città protetta dall'Alto Commissariato ONU per i rifugiati, in cui la popolazione delle diverse etnie vive insieme pacificamente.

## Amministrazione

### Gemellaggi
- Lipsia, dal 2003

## Sport

### Calcio
La squadra principale della città è il Nogometni Klub Travnik.